# Coelichneumon penetrans
Coelichneumon penetrans är en stekelart som först beskrevs av Smith 1858.  Coelichneumon penetrans ingår i släktet Coelichneumon och familjen brokparasitsteklar. Inga underarter finns listade i Catalogue of Life.